# Être là
Pour plus de détails, voir Fiche technique et Distribution.
Être là est un documentaire français réalisé par Régis Sauder, sorti en 2012.

## Synopsis
Le travail des soignantes de l'équipe du service psychiatrique avec les détenus de la prison des Baumettes à Marseille.

## Fiche technique
- Titre : Être là
- Réalisation :  Régis Sauder
- Photographie : Jérôme Olivier et Régis Sauder
- Montage : Florent Mangeot
- Musique : Gildas Etevenard
- Son : Pierre-Alain Mathieu
- Société de production : Shellac Sud
- Société de distribution : Shellac
- Pays d'origine :  France
- Lieu de tournage : Prison des Baumettes à Marseille
- Genre : documentaire
- Durée : 97 minutes
- Date de sortie : France - 7 novembre 2012

## Distinctions

### Récompenses
- Festival Traces de Vies 2012 : Mention spéciale - Prix Regard social
- Étoile de la Scam 2014

### Sélections
- FIDMarseille 2012 (Sélection Officielle - Compétition française)
- États Généraux de Lussas
- Rencontres Internationales du Documentaire de Montréal 2012
- Festival International du Film Francophone de Namur 2012
- Festival Watch Docs de Varsovie 2012
- Festival de Vendôme - Images en région
- Festival international du film indépendant de Bordeaux 2012